# Hervé Youmbi
Pour les articles homonymes, voir Youmbi.
Hervé Gabriel Ngamago Youmbi, né le 25 mars 1973 à Bangui (République centrafricaine), est un artiste camerounais qui vit et travaille à Douala. Il est membre fondateur du Cercle Kapsiki, collectif de cinq plasticiens camerounais, fondé en 1998.

## Biographie

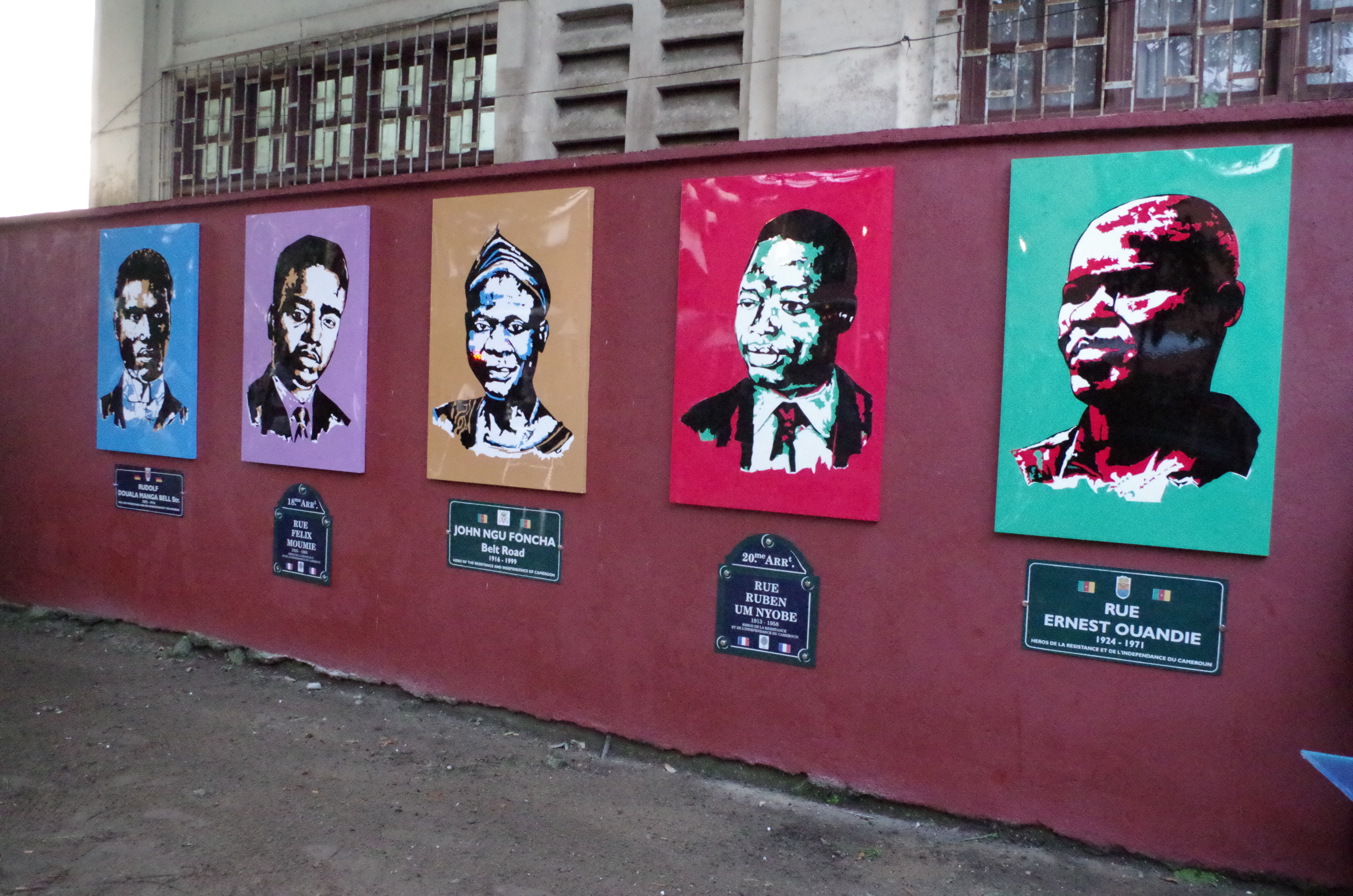
Camerounais Heroes représente les portraits de cinq hommes politiques Camerounais qui, à différentes périodes historiques, se sont battus et sont morts pour l'indépendance

### Éducation
Hervé Gabriel Ngamago Youmbi est diplômé de l’Institut de Formation Artistique (IFA) de Mbalmayo, au Cameroun. Il a également étudié à l’École Supérieure des Arts Décoratifs de Strasbourg (France) d’octobre 2000 à juin 2001. Il enseigne les arts plastiques dans plusieurs villes du Cameroun, aux Instituts des
Beaux-arts de Nkongsamba et de Foumban, et dans les écoles supérieures d’art des universités de Douala et de Dschang.

### Carrière
Les portraits peinture sont la base du travail d’Hervé Youmbi. À travers une étude rapprochée du corps humain dans un cadre urbain, il pose des questions sur sa ville, les villes où il séjourne, celles qu’il traverse et rêve de connaître, sources d’inspiration et supports d’expression plastique.
En 2010, il interroge l’impact du capitalisme global sur les arts contemporain d’Afrique à travers l’installation multimédia Ces totems qui hantent la mémoire des fils de Mamadou. Le triptyque photographique Au nom du père, du fils et de la sainte monarchie constitutionnelle s’élève en 2012 contre la violence des régimes dictatoriaux africains. 

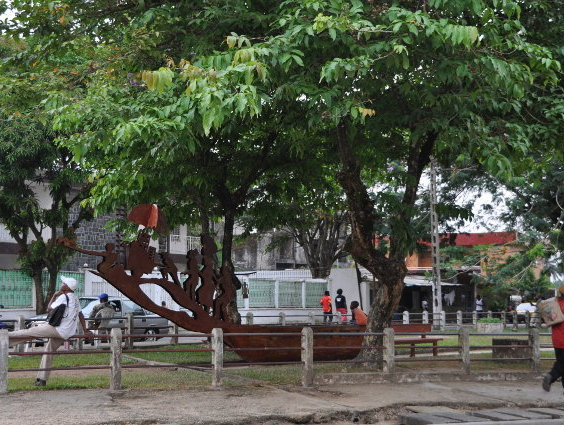
Pirogue céleste à Douala

Son installation Visages de masques, présentée à la Bandjoun Station (Cameroun), interroge l’impact de la colonisation sur la production des masques rituels en Afrique à l’ère de la globalisation. Ces cinq dernières années, le traitement de sujets historiques occupe une place importante dans son travail, à travers des œuvres comme Cameroonian heroes, présentée durant le SUD2013 à Douala, hommage aux premiers résistants camerounais contre la colonisation allemande.
Hervé Youmbi a reçu la bourse « Visas pour la création 2009 » de Culturesfrance et la «Smithsonian Artist Research Fellowship 2012 » du Smithsonian Institution à Washington, aux États-Unis. Ses travaux figurent dans quelques collections comme celle de la Banque mondiale et celle du Smithsonian National Museum of African Art à Washington. Une de ses installations a été acquise par le Royal Ontario Museum au Canada.
En 2022, il participe à l'exposition sur la route des chefferies du Cameroun au Quai Branly à Paris.